# Persone di cognome Stone
| Questa pagina contiene informazioni ricavate automaticamente dalle voci biografiche con l'ausilio del template Bio e di un bot. L'aggiornamento è periodico e automatico e ricostruisce completamente la pagina. Se manca una persona in questa lista, sei pregato di non aggiungerla, ma accertati piuttosto che la sua voce biografica contenga il template Bio e che i dati anagrafici siano correttamente compilati. Se il template Bio manca, inseriscilo tu stesso o, in alternativa, metti l'avviso {{tmp\|Bio}} che ne segnala la mancanza. Se i dati riportati sono sbagliati, correggi direttamente la voce biografica; le modifiche saranno visibili in questa lista entro pochi giorni. Per chiarimenti vedi il progetto antroponimi. La lista contiene solo le 76 persone che sono citate nell'enciclopedia e per le quali è stato implementato correttamente il template Bio. Pagina aggiornata al 23 apr 2025. |

Questa è una lista di persone presenti nell'enciclopedia che hanno il cognome Stone, suddivise per attività principale.

## Allenatori di calcio(1)
- Steve Stone, allenatore di calcio e ex calciatore inglese (Gateshead, n. 1971)

## Astronomi(2)
- Edward James Stone, astronomo britannico (Notting Hill, n. 1831 - Oxford, † 1897)
- Ormond Stone, astronomo e matematico statunitense (Pekin, n. 1847 - Centreville, † 1933)

## Attiviste(1)
- Lucy Stone, attivista statunitense (n. 1818 - † 1893)

## Attori(8)
- Christopher Stone, attore statunitense (Manchester, n. 1940 - Los Angeles, † 1995)
- Fred Stone, attore statunitense (Longmont, n. 1873 - Hollywood, † 1959)
- George E. Stone, attore polacco (Łódź, n. 1903 - Woodland Hills, † 1967)
- Georgie Stone, attore statunitense (Cleveland, n. 1909 - Denver, † 2010)
- Leonard Stone, attore statunitense (Salem, n. 1923 - Encinitas, † 2011)
- Lewis Stone, attore statunitense (Worcester, n. 1879 - Los Angeles, † 1953)
- Philip Stone, attore inglese (Leeds, n. 1924 - Londra, † 2003)
- Rhashan Stone, attore statunitense (Elizabeth, n. 1969)

## Attori pornografici(1)
- Evan Stone, attore pornografico e regista statunitense (Dallas, n. 1964)

## Attrici(7)
- Clare Stone, attrice canadese (Canada, n. 1992)
- Cynthia Stone, attrice televisiva statunitense (Peoria, n. 1926 - Miami Beach, † 1988)
- Emma Stone, attrice statunitense (Scottsdale, n. 1988)
- Jennifer Stone, attrice statunitense (Arlington, n. 1993)
- Paula Stone, attrice statunitense (New York, n. 1912 - Sherman Oaks, † 1997)
- Sharon Stone, attrice e ex modella statunitense (Meadville, n. 1958)
- Yael Stone, attrice australiana (Sydney, n. 1985)

## Attrici pornografiche(4)
- Angela Stone, attrice pornografica statunitense (Minneapolis, n. 1981 - Los Angeles, † 2019)
- Missy Stone, ex attrice pornografica statunitense (Texas, n. 1987)
- Misty Stone, attrice pornografica statunitense (Inglewood, n. 1986)
- Sheila Stone, attrice pornografica italiana (Catania, n. 1970)

## Biblisti(1)
- Ken Stone, biblista e teologo statunitense (n. 1962)

## Canottiere(1)
- Genevra Stone, canottiera statunitense (n. 1985)

## Cantanti(3)
- Robin S., cantante statunitense (New York, n. 1962)
- Rose Stone, cantante e tastierista statunitense (Vallejo, n. 1945)
- Steve Stone, cantante, chitarrista e polistrumentista statunitense (Huntsville, n. 1963)

## Cantautori(2)
- Allen Stone, cantautore statunitense (Chewelah, n. 1987)
- Angus Stone, cantautore e musicista australiano (Sydney, n. 1986)

## Cantautrici(2)
- Joss Stone, cantautrice e attrice britannica (Dover, n. 1987)
- Julia Stone, cantautrice e polistrumentista australiana (Sydney, n. 1984)

## Cestisti(4)
- Diamond Stone, cestista statunitense (Milwaukee, n. 1997)
- George Stone, cestista statunitense (Murray, n. 1946 - † 1993)
- Julyan Stone, cestista statunitense (Alexandria, n. 1988)
- Tyler Stone, cestista statunitense (Memphis, n. 1991)

## Chimici(1)
- Francis Gordon Albert Stone, chimico britannico (Exeter, n. 1925 - Waco, † 2011)

## Comici(1)
- David Stone, comico e scrittore francese (Eaubonne, n. 1972)

## Compositori(2)
- Christopher L. Stone, compositore statunitense (n. 1952)
- Richard Stone, compositore statunitense (Filadelfia, n. 1953 - Los Angeles, † 2001)

## Drammaturghi(1)
- Peter Stone, drammaturgo, sceneggiatore e librettista statunitense (Los Angeles, n. 1930 - Manhattan, † 2003)

## Economisti(1)
- Richard Stone, economista britannico (Londra, n. 1913 - Cambridge, † 1991)

## Fotografe(1)
- Cami Stone, fotografa belga (Vilvoorde, n. 1892 - Amsterdam, † 1975)

## Fumettisti(1)
- Chic Stone, fumettista statunitense (New York, n. 1923 - Prattville, † 2000)

## Giocatori di football americano(3)
- Geno Stone, giocatore di football americano statunitense (New Castle, n. 1999)
- Boris Shlapak, ex giocatore di football americano e ex calciatore statunitense (Chicago, n. 1950)
- Jim Stone, ex giocatore di football americano statunitense (Oakland, n. 1958)

## Hockeisti su ghiaccio(1)
- Mark Stone, hockeista su ghiaccio canadese (Winnipeg, n. 1992)

## Liutisti(1)
- Terrell Stone, liutista statunitense

## Matematici(2)
- Edmund Stone, matematico scozzese († 1768)
- Marshall Stone, matematico statunitense (New York, n. 1903 - Madras, † 1989)

## Militari(1)
- Spencer Stone, ex militare statunitense (Sacramento, n. 1992)

## Modelle(1)
- Lara Stone, supermodella olandese (Geldrop-Mierlo, n. 1983)

## Naturalisti(1)
- Witmer Stone, naturalista statunitense (Filadelfia, n. 1866 - Filadelfia, † 1939)

## Pallavoliste(1)
- Ronika Stone, pallavolista statunitense (n. 1998)

## Politici(1)
- Harlan Fiske Stone, politico e giurista statunitense (Chesterfield, n. 1872 - Washington, † 1946)

## Produttori cinematografici(1)
- John Stone, produttore cinematografico e sceneggiatore statunitense (New York, n. 1888 - Los Angeles, † 1961)

## Produttori discografici(1)
- Mike Stone, produttore discografico britannico (n. 1951 - † 2002)

## Registi(5)
- Andrew L. Stone, regista, produttore cinematografico e sceneggiatore statunitense (Oakland, n. 1902 - Los Angeles, † 1999)
- Matt Stone, regista, sceneggiatore e attore statunitense (Houston, n. 1971)
- Oliver Stone, regista, sceneggiatore e produttore cinematografico statunitense (New York, n. 1946)
- Sean Ali Stone, regista, attore e produttore cinematografico statunitense (New York, n. 1984)
- Simon Stone, regista, sceneggiatore e attore australiano (Basilea, n. 1984)

## Religiosi(1)
- John Stone, religioso e teologo inglese (Canterbury - Canterbury, † 1539)

## Schermitrici(2)
- Anne-Elizabeth Stone, schermitrice statunitense (Chicago, n. 1990)
- Donna Stone, ex schermitrice statunitense (n. 1957)

## Scrittori(4)
- Eric James Stone, scrittore statunitense (n. 1967)
- Irving Stone, scrittore statunitense (San Francisco, n. 1903 - San Francisco, † 1989)
- Nick Stone, scrittore britannico (Cambridge, n. 1966)
- Robert Stone, scrittore statunitense (Brooklyn, n. 1937 - Key West, † 2015)

## Storici(1)
- Lawrence Stone, storico britannico (Epsom, n. 1919 - Princeton, † 1999)

## Tastieristi(1)
- David Stone, tastierista canadese (Toronto, n. 1952)

## Tennisti(1)
- Allan Stone, ex tennista australiano (Launceston, n. 1945)

## Senza attività specificata(2)
- Nikki Stone, ex sciatrice freestyle statunitense (Princeton, n. 1971)
- Zachary Stone, ex snowboarder canadese (Collingwood, n. 1991)